# O Maidens in Your Savage Season
O Maidens in Your Savage Season (яп. 荒ぶる季節の乙女どもよ。 Арабуру кисэцу но отомэ-домо ё., Сезон беспокойных дев) — японская манга автора Мари Окада с иллюстрациями Нао Эмото, выходящая с декабря 2016 года в журнале Bessatsu Shounen Magazine. Главной темой манги является желание Окады реалистично передать женский подростковый возраст, в том числе с помощью добавления множества собственных автобиографичных элементов в черты личности или опыт персонажей.
В июле 2019 года должен начаться показ аниме на основе манги в блоке программ Animeism. Его производством занимается студия Lay-duce.

## Сюжет
Члены школьного литературного клуба решают узнать друг друга ближе. Отвечая на вопрос: «Что ты хочешь сделать до того, как умрёшь?», одна из них говорит: «Заняться сексом». Этот ответ подтолкнёт героинь, и каждая из них начнёт свой собственный путь к взрослению.

## Персонажи
Кадзуса Онодэра (яп. 小野寺和紗 Онодэра Кадзуса) — главная героиня.
Сэйю: Хиёри Коно
Главная героиня этой работы, лучшая подруга Сугавары, подруга детства Идзуми и Момоко. Хотя она с самого детства влюблена в Идзуми, Кадзуса боялась предпринимать какие-либо шаги пока насмешки более популярных одноклассниц не мотивировали её действительно попытаться начать отношения с ним. Тем не менее, между ней и Сугаварой начинает медленно загораться конфликт, после того как она замечает, что Идзуми очевидно невероятно очарован её лучшей подругой.
Ниина Сугавара (яп. 菅原新菜 Сугавара Ниина)
Сэйю: Тика Андзай
Лучшая подруга Кадзусы, меланхоличная и невероятно красивая девушка, за что парни называют её «журавлём». Первоначально она сторонится парней из-за травмирующего опыта сексуальных домогательств в её детстве, однако она быстро влюбляется в Идзуми благодаря его доброму и заботливому характеру. Ниина также хорошо ладит с Момоко, которая быстро становится её хорошей подругой из-за своего восхищения и неосознаваемых чувств к Сугаваре.
Рика Сонэдзаки (яп. 曾根崎り香 Сонэдзаки Рика)
Сэйю: Сумирэ Уэсака
Президент школьного совета. Высокая, чопорная и излишне серьёзная девушка, которая глубоко стыдится своего интереса к противоположному полу, что кажется ей пошлостью из-за строго воспитания и серьёзной личности. Тем не менее, несмотря на её пуризм, Рика развивает самые здоровые отношения с парнями по сравнению с другими девушками.
Момоко Судо (яп. 須藤百々子 Судо: Момоко)
Сэйю: Момо Асакура
Подруга детства Кадзусы, застенчивая девушка с двумя косичками. Первоначально она как и другие девушки становится очень воодушевлена мыслями об отношениях с парнями, однако, по мере развития истории Момоко всё больше начинает осознавать своё полное непонимание девчачьего интереса к парням, и в дальнейшем, её собственный интерес к другим девочкам и влечение к Сугаваре. Это становится причиной её глубокого личностного конфликта, так как её Сугавара и другие девочки находят парней которые им нравятся, и кажется, не понимают её переживаний.
Хитоха Хонго (яп. 本郷ひと葉 Хонго: Хитоха)
Сэйю: Томоё Куросава
Идзуми Норимото (яп. 典元泉 Норимото Идзуми)
Сэйю: Симба Цутия
Единственный мужской персонаж среди главных героев. Друг детства Кадзусы. Нежный и заботливый парень, Идзуми не обладает каким либо сексуальным или романтическим опытом, что становится одной из главных причин конфликта между персонажами из-за его неспособности разделить любовь и сексуальное влечение.

## Медиа

### Манга
С декабря 2016 года манга публикуется в журнале Bessatsu Shōnen Magazine издательства Kodansha. На начало 2019 года было издано 6 полноценных томов. Манга была лицензирована для публикации на английском языке издательством Kodansha USA и будет публиковаться в цифровом формате под импринтом Kodansha Comics с апреля 2019 года.

### Аниме
30 ноября 2018 года было объявлено об экранизации в виде аниме-сериала. Сериал создан студией Lay-duce под руководством режиссёров Андо Масахиро и Такуро Цукада, автор манги Мари Окада пишет сценарий, а Каори Исии разрабатывает дизайн персонажей. Премьера состоялась в июле 2019 года.

## Примечание
1. ↑  Mari Okada, Nao Emoto's O Maidens in Your Savage Season Manga Gets TV Anime. Anime News Network (30 ноября 2018). Дата обращения: 30 ноября 2018. Архивировано 30 ноября 2018 года.